# Абу-Султан – Каїр
Абу-Султан – Каїр – один із газопроводів, який постачає блакитне паливо до єгипетської столиці Каїру.
Перші поставки природного газу до каїрської агломерації почались із розташованого у Західній пустелі басейну Абу-Ель-Гарадік (газопровід Абу-Ель-Гарадік – Дашур). Ще до завершення 20 століття їх доповнили ресурсом із Дельти (Тальха – Каїр) та північно-західного басейну Шушан (Амірія – Дашур). Водночас, наприкінці 1990-х на сході Дельти почали роботу газоперобні заводи Ель-Гаміль та Вест-Гарбор, які обслуговували великі офшорні родовища, що дозволило подати додатковий ресурс до столичного регіону. Його транспортування забезпечили за допомогою кількох газопроводів, один з яких бере початок у Абу-Султані на трасі газопровідного коридору Ель-Тіна – Суец. Звідси трубопровід прямує на південий захід та у підсумку приєднується до північної секції каїрського газопровідного кільця в районі Еш-Шаркавія.
Газопровід Абу-Султан – Каїр має довжину 114 км та виконаний в діаметрі 400 мм. 
На своєму шляху трубопровід сполучений із ТЕС Шабаб (втім, до останньої також виведена окрема перемичка від коридору Ель-Тіна – Суец завдовжки 38 км та діаметром 600 мм).